# Tjaronn Chery
Tjaronn Chery, né le 4 juin 1988 à Enschede aux Pays-Bas, est un footballeur international surinamien qui joue au poste de milieu de terrain au NEC Nimègue.

## Biographie
Le 20 juillet 2015, Chery rejoint Queens Park Rangers.
Fin mai 2024, il rejoint le Royal Antwerp FC où il s'engage pour une période de deux ans.

## Palmarès
- Coupe des Pays-Bas : 2015
- championnat d’Israël  :2021-2022-2023

## Statistiques
| Saison    | Club           | Pays           | Championnat        | Coupes nationales | Coupe d'Europe        |
| --------- | -------------- | -------------- | ------------------ | ----------------- | --------------------- |
| 2008-2009 | FC Twente      | Eredivisie     | 1 match            | -                 | -                     |
| 2008-2009 | SC Cambuur     | Eerste divisie | 15 matchs          | 2 matchs          | -                     |
| 2009-2010 | RBC Roosendaal | Eerste divisie | 30 matchs / 1 but  | 2 matchs          | -                     |
| 2010-2011 | FC Emmen       | Eerste divisie | 33 matchs / 9 buts | 1 match / 1 but   | -                     |
| 2011-2012 | ADO La Haye    | Eredivisie     | 34 matchs / 2 buts | 2 matchs / 2 buts | 4 matchs / 1 but (C3) |
| 2012-2013 | ADO La Haye    | Eredivisie     | 32 matchs / 8 buts | 2 matchs          | -                     |

Dernière mise à jour le 1er juin 2013